# 538 км
538 км — разъезд в Таштагольском районе Кемеровской области. Входит в состав Каларского сельского поселения.Население 8 чел. (2010) .

## История
17 декабря 2004 года в соответствии с Законом Кемеровской области № 104-ОЗ посёлок вошёл в состав образованного Каларского сельского поселения.

## География
Расположен на юге области на железной дороге Новокузнецк- Таштагол в лесистой и гористой местности.

## Население
| 2010 |
| ---- |
| 8    |

Гендерный состав
По данным Всероссийской переписи населения 2010 года, в разъезде 538 км проживает 8 человек (4 мужчины, 4 женщины).

## Инфраструктура
Железная дорога.

## Транспорт
Платформа 538 км жд Юрга-Таштагол. С 2024 года - Лесная.